# Romen
Romen (fl. XV secolo) fu un re di etnia guanci del menceyato di Daute sull'isola di Tenerife, Isole Canarie.
Nel 1494, all'arrivo dell'esercito spagnolo, capitanato da Alonso Fernández de Lugo, si alleò con re Bencomo contro l'invasione spagnola. Dopo due sconfitte consecutive, nella primavera del 1496, cedette il suo territorio. Dopo la resa, Romen venne presentato ai re cattolici  insieme ad altri Mencey.
La data della sua morte è sconosciuta, probabilmente è stato venduto come schiavo, e trasferito alla Repubblica di Venezia. Altri autori ritengono che, poiché apparteneva alla fazione favorevole alla guerra, venne rilasciato fuori dall'isola di Tenerife sotto la supervisione delle milizie spagnole.